# Kórus (építészet)

Kórus szokásos helye bazilikákban

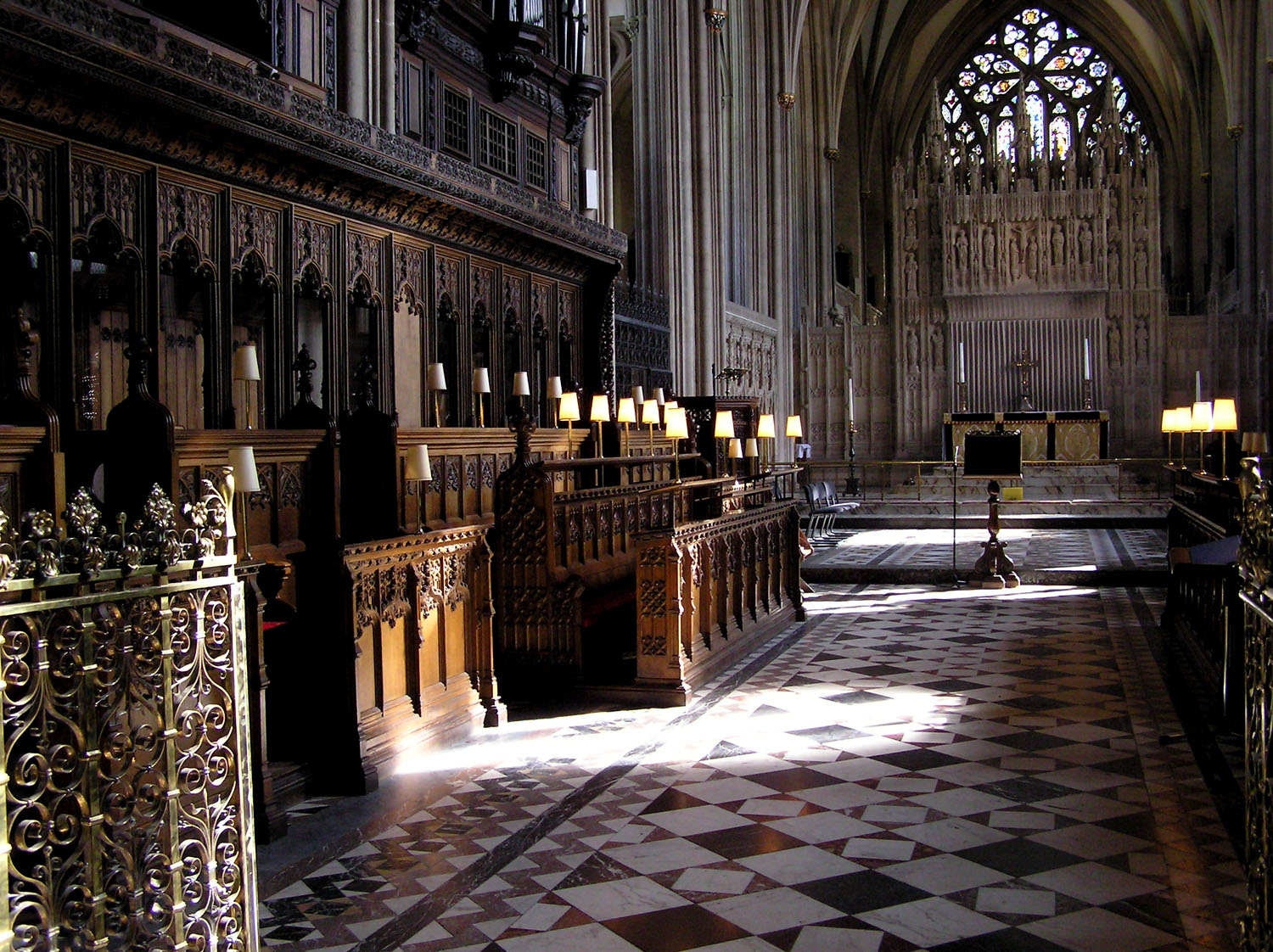
A bristoli székesegyház kórusa

A kórus a bazilikális elrendezésben épült templomoknak az a része, melyben a papság foglal helyet istentisztelet alatt. A kórus általában a szentély és a főhajó, illetve, amennyiben a templomnak van, a kereszthajó és a szentély között helyezkedik el. Néha a kórus a főhajó keleti részét foglalja el, néhány kolostorban a főhajó nyugati részéhez csatlakozik és így a szentélyt ellensúlyozza. A kórus a kolostorok templomai esetén a szerzetesek, katedrálisok és plébániatemplomok esetén a kanonokok és általában a papság helye istentisztelet alatt. A gótikus és ritkábban a román templomokban a kórusban diszes faragott padokat, stallumot helyeztek el számukra.